# Froggattimyia wentworthi
Froggattimyia wentworthi är en tvåvingeart som beskrevs av Malloch 1934. Froggattimyia wentworthi ingår i släktet Froggattimyia och familjen parasitflugor. Inga underarter finns listade i Catalogue of Life.